# E-Type
E-Type, pseudoniem van Bo Martin Erik Eriksson (27 augustus 1965), is een Zweeds eurodancemuzikant. Eriksson maakt sinds 1991 eurodance. De naam E-Type komt vanuit de tijd dat Martin in het leger zat, hier waren veel Erikssons en men noemde hem altijd E-Type.
Zelf heeft hij ook televisieshows gedaan met (beroemde) Zweden erin. Deze shows waren vergelijkbaar met het oude TMF uit de jaren 90.
E-Type treedt live altijd op met zijn band The Scandinavian Headbangers, waarvan de samenstelling varieert per optreden. Danseres Dilnarin "Dee" Demirbag is bij veel optredens aanwezig. "Dee" danst tevens in de meeste videoclips van E-type, waarbij zij voornamelijk leadzangeres Nana Hedin playbackt. Tot in 2004 is Nana Hedin verantwoordelijk voor het grootste deel van de vrouwelijke zang binnen E-type. Tussen 2007 en 2009 is leadzangeres Sanne Karlsson een vast lid van de band, in 2009 gevolgd door Emelie Norenberg. 
Het is 1994 als Nederland kennis met hem maakt, als This Is the Way een bescheiden Top 40-hit wordt. Alles wijst in de richting van een eendagsvlieg, maar het loopt anders. Na drie Tipparade-noteringen in 1995, 1998 en 1999 scoorde de Zweed in Nederland alsnog zijn tweede en grootste hit toen Campione werd gekozen als officiële tune van het EK voetbal in 2000.
Op 31 oktober 2007 werd het album Eurotopia uitgebracht.
In december 2007 werd het nieuws bekend dat E-Type in 2008 mee zou gaan doen met de voorrondes van het Songfestival. In Zweden worden deze voorrondes de Melodifestivalen genoemd. Samen met de band The Poodles heeft hij het nummer Line of Fire uitgevoerd, maar bracht het hiermee niet verder dan de tweede-kans-ronde.

## Hitlijsten
| Single met eventuele hitnotering(en) in de Nederlandse Top 40 | Datum van verschijnen | Datum van binnenkomst | Hoogste positie | Aantal weken | Opmerkingen                                           |
| ------------------------------------------------------------- | --------------------- | --------------------- | --------------- | ------------ | ----------------------------------------------------- |
| This Is the Way                                               | 1994                  | 06-05-1995            | 34              | 4            | Nr. 26 in de Single Top 100 / Dancesmash op Radio 538 |
| Set the World On Fire                                         | 1994                  | -                     | tip2            | -            | Nr. 48 in de Single Top 100                           |
| Angels Crying                                                 | 1998                  | -                     | tip2            | -            | Nr. 45 in de Single Top 100                           |
| Here I Go Again                                               | 1998                  | -                     | tip13           | -            | Nr. 72 in de Single Top 100                           |
| Campione 2000                                                 | 19-06-2000            | 24-06-2000            | 4               | 4            | Nr. 3 in de Single Top 100 / Dancesmash op Radio 538  |

## Discografie

### Singles
- We've Got the Atmosphere (ft. Stakka Bo) - 1991
- Numania 1 & Obey (ft. Stakka B) - 1992
- I'm Falling - 1993
- Set the World On Fire - 1994
- This Is the Way - 1994
- Do You Always (Have to Be Alone) - 1995
- This Is the Way (the remixes) - 1995
- Russian Lullaby - 1995
- Set the World On Fire '95 - 1995
- So Dem A Com - 1996
- Free Like a Flying Demon - 1996
- Calling Your Name - 1996
- Back in the Loop - 1997
- I Just Wanna Be With You - 1997
- You Will Always Be a Part of Me - 1997
- Angels Crying - 1998
- Here I Go Again - 1998
- Princess of Egypt - 1999
- Hold Your Horses - 1999
- Campione 2000 - 2000 (officieel EK 2000 thema)
- Es ist nie vorbei (vs. Blumchen) - 2000
- Life (ft. NaNa) - 2001
- Africa (ft. NaNa) - 2002
- Banca Banca - 2002
- Paradise - 2004
- Olympia (the official Swedish song for the Olympic Games) - 2004
- Camilla - 2004
- The Predator / Far Up in the Air - 2004
- True Believer - 2007
- Eurofighter - 2007
- True Believer (Nederlandse release) - 2008
- Line of Fire (met The Poodles) - 2008
- Back 2 Life - 2011

### Albums
- Made In Sweden - 1994
- The Explorer - 1996
- Last Man Standing (EU versie)- 1998
- Last Man Standing (Japan versie)- 1999
- Last Man Standing (Canada versie)- 1999
- Greatest Hits & Remixes - 1999
- Euro IV Ever - 2001
- Loud Pipes Save Lives - 2004
- Loud Pipes Save Lives (Sport Edition) - 2004
- Euro IV Ever in America - 2006
- 14 Hits - 2006
- Eurotopia - 2007